# Ryder Cup 1983
Navigation
1981 1985
La Ryder Cup 1983, vingt-cinquième édition de la Ryder Cup, a lieu du 14 au 16 octobre 1983, sur le terrain de golf du PGA National Resort Golf Club (en) à Palm Beach Gardens en Floride.
L'équipe américaine remporte sa 7éme victoire consécutive (la 13éme consécutive à domiciles) sur le score de 14½ à 13½, qui est la plus serrée depuis l'égalité de la Ryder Cup 1969.

## Organisation

### Parcours
La compétition se déroule sur le terrain de golf du PGA National Resort Golf Club (en) à Palm Beach Gardens en Floride aux États-Unis pour une longueur de 7 137 yards (6 526 mètres) en 72 coups.
| Aller | Aller | Aller                     | Retour | Retour | Retour                    |
| N°    | Par   | Distance (yards / mètres) | N°     | Par    | Distance (yards / mètres) |
| ----- | ----- | ------------------------- | ------ | ------ | ------------------------- |
| 1     | 4     | 369 / 337                 | 10     | 4      | 412 / 377                 |
| 2     | 4     | 417 / 381                 | 11     | 5      | 577 / 528                 |
| 3     | 5     | 539 / 493                 | 12     | 4      | 428 / 391                 |
| 4     | 3     | 187 / 171                 | 13     | 4      | 393 / 359                 |
| 5     | 4     | 423 / 387                 | 14     | 4      | 452 / 413                 |
| 6     | 5     | 492 / 450                 | 15     | 3      | 167 / 153                 |
| 7     | 3     | 227 / 208                 | 16     | 4      | 443 / 405                 |
| 8     | 4     | 432 / 395                 | 17     | 3      | 191 / 175                 |
| 9     | 4     | 410 / 375                 | 18     | 5      | 578 / 528                 |
| Aller | 36    | 3 496 / 3 197             | Retour | 36     | 3 641 / 3 329             |

## Équipes
Les règles pour la qualification des joueurs américains sont inchangées depuis la dernière Ryder Cup. Onze joueurs américains sont sélectionnés à partir d'une liste de points qui se clôturait après le Western Open du 3 juillet 1983. La 12e et dernière place étant attribuée au vainqueur du Championnat de la PGA 1983 (en), qui se terminait le 7 août 1983. Dans le cas où le vainqueur ferait déjà parti des onze premiers joueurs américains au classement des points, c'est le 12e joueur de la liste de points, qui se qualifie.
Tom Watson, devait terminer premier de l'épreuve finale, pour garantir sa place dans la sélection. Mais il ne termina que second, le faisant passer malgré tout de la 14e à la 12e place dans la liste de points, au détriment de Hale Irwin qui se retrouva au-delà de la 11e place qualificative. Hal Sutton remporta le Championnat de la PGA 1983, mais n'en étant qu'à sa troisième année de professionnalisme, il était inéligible à une qualification à la Ryder Cup. Avec ce cas de figure, la 12e place au classement des points revint en jeu et Tom Watson conserva donc sa place dans l'équipe américaine.
La sélection européenne s'est fait, en fonction de l'argent gagné par les joueurs, lors de la tournée européenne de 1983 qui se termina lors du tournoi de St Mellion International Resort (en) le 18 septembre 1983. Avant cette dernière épreuve, dix joueurs européens avaient déjà garanti leur place. Manuel Piñero (en) était 11e au classement tandis que Gordon J. Brand lui était 12e. Brand assura sa place en terminant à la cinquième place du St. Mellion Timeshare TPC. Mais Piñero, fut dépassé par Paul Way qui termina deuxième durant ce tournoi, ce qui le propulsa à la onzième place du classement .
| États-Unis         | États-Unis       | Europe                    | Europe           |
| ------------------ | ---------------- | ------------------------- | ---------------- |
|                    |                  |                           |                  |
| Capitaines         |                  |                           |                  |
| Jack Nicklaus      | Jack Nicklaus    | Tony Jacklin              | Tony Jacklin     |
| Joueur             | Note             | Joueur                    | Note             |
| Ben Crenshaw       | 2e participation | Severiano Ballesteros     | 2e participation |
| Raymond Floyd      | 5e participation | Gordon J. Brand (en)      | débutant         |
| Bob Gilder (en)    | débutant         | K.Brown (en)              | 3e participation |
| Jay Haas           | débutant         | José María Canizares (en) | 2e participation |
| Tom Kite           | 3e participation | Nick Faldo                | 4e participation |
| Gil Morgan (en)    | débutant         | Bernard Gallacher         | 8e participation |
| Calvin Peete       | débutant         | Bernhard Langer           | 2e participation |
| Craig Stadler      | débutant         | Sandy Lyle                | 3e participation |
| Curtis Strange     | débutant         | Sam Torrance              | 2e participation |
| Lanny Wadkins (en) | 3e participation | Brian Waites (en)         | débutant         |
| Tom Watson         | 3e participation | Paul Way (en)             | débutant         |
| Fuzzy Zoeller      | 2e participation | Ian Woosnam               | débutant         |

## Compétition
La Ryder Cup est une compétition de match-play par équipes. Chaque match rapportant 1 point. Le format de cette édition, est la suivante :
- Première journée (vendredi) : 4 matchs en foursomes et 4 matchs en fourballs
- Deuxième journée (samedi) : 4 matchs en fourballs et 4 matchs en foursomes
- Troisième journée (dimanche) : 12 matchs individuels

Foursomes : Dans ce format, par équipe de deux joueurs, les deux golfeurs d'une équipe jouent la même balle à tour de rôle. L’un des joueurs commence les départs pairs et l’autre les impairs. Si l'équipe européenne et l'équipe américaine sont à égalité, les deux équipes partagent le trou.

Fourballs : Dans ce format, par équipe de deux joueurs, tous les golfeurs jouent leurs balles et le golfeur qui réalise le meilleur score du trou donne un point à son équipe. Si le meilleur joueur européen et le meilleur joueur américain sont à égalité, les deux équipes partagent le trou.
Avec un total de 28 points, 14½ points sont nécessaires pour remporter la Coupe, tandis que 14 points suffisent pour que le champion en titre conserve la Coupe.

### Première journée
Vendredi 14 octobre 1983 - Matin
| États-Unis                       | Résultats           | Europe                              |
| -------------------------------- | ------------------- | ----------------------------------- |
| Tom Watson Ben Crenshaw          | États-Unis : 5 et 4 | Bernard Gallacher Sandy Lyle        |
| Lanny Wadkins (en) Craig Stadler | Europe : 4 et 2     | Nick Faldo Bernhard Langer          |
| Tom Kite Calvin Peete            | États-Unis : 2 et 1 | Severiano Ballesteros Paul Way (en) |
| Raymond Floyd Bob Gilder (en)    | Europe : 4 et 3     | José M Canizares (en) Sam Torrance  |
| 2                                | Session             | 2                                   |
| 2                                | Au général          | 2                                   |

Vendredi 14 octobre 1983 - Après-midi
| États-Unis                    | Résultats           | Europe                              |
| ----------------------------- | ------------------- | ----------------------------------- |
| Gil Morgan (en) Fuzzy Zoeller | Europe : 2 et 1     | Brian Waites (en) Ken Brown (en)    |
| Tom Watson Jay Haas           | États-Unis : 2 et 1 | Nick Faldo Bernhard Langer          |
| Raymond Floyd Curtis Strange  | Europe : 1 up       | Severiano Ballesteros Paul Way (en) |
| Ben Crenshaw Calvin Peete     | Égalité             | Sam Torrance Ian Woosnam            |
| 1½                            | Session             | 2½                                  |
| 3½                            | Au général          | 4½                                  |

### Deuxième journée
Samedi 15 octobre 1983 - Matin
| États-Unis                       | Résultats           | Europe                              |
| -------------------------------- | ------------------- | ----------------------------------- |
| Lanny Wadkins (en) Craig Stadler | États-Unis : 1 up   | Brian Waites (en) Ken Brown (en)    |
| Ben Crenshaw Calvin Peete        | Europe : 4 et 2     | Nick Faldo Bernhard Langer          |
| Gil Morgan (en) Jay Haas         | Égalité             | Severiano Ballesteros Paul Way (en) |
| Tom Watson Bob Gilder (en)       | États-Unis : 5 et 4 | Sam Torrance Ian Woosnam            |
| 2½                               | Session             | 1½                                  |
| 6                                | Au général          | 6                                   |

Samedi 15 octobre 1983 - Après-midi
| États-Unis                         | Résultats           | Europe                              |
| ---------------------------------- | ------------------- | ----------------------------------- |
| Tom Kite Raymond Floyd             | Europe : 3 et 2     | Nick Faldo Bernhard Langer          |
| Jay Haas Curtis Strange            | États-Unis : 3 et 2 | Brian Waites (en) Ken Brown (en)    |
| Gil Morgan (en) Lanny Wadkins (en) | États-Unis : 7 et 5 | Sam Torrance José M Canizares (en)  |
| Tom Watson Bob Gilder (en)         | Europe : 2 et 1     | Severiano Ballesteros Paul Way (en) |
| 2                                  | Session             | 2                                   |
| 8                                  | Au général          | 8                                   |

### Troisième journée
Dimanche 16 octobre 1983 - Après-midi
| États-Unis         | Résultats           | Europe                    |
| ------------------ | ------------------- | ------------------------- |
| Fuzzy Zoeller      | Égalité             | Severiano Ballesteros     |
| Jay Haas           | Europe : 2 et 1     | Nick Faldo                |
| Gil Morgan (en)    | Europe : 2 up       | Bernhard Langer           |
| Bob Gilder (en)    | États-Unis : 2 up   | Gordon J. Brand (en)      |
| Ben Crenshaw       | États-Unis : 3 et 1 | Sandy Lyle                |
| Calvin Peete       | États-Unis : 1 up   | Brian Waites (en)         |
| Curtis Strange     | Europe : 2 et 1     | Paul Way (en)             |
| Tom Kite           | Égalité             | Sam Torrance              |
| Craig Stadler      | États-Unis : 3 et 2 | Ian Woosnam               |
| Lanny Wadkins (en) | Égalité             | José María Canizares (en) |
| Raymond Floyd      | Europe : 4 et 3     | Ken Brown (en)            |
| Tom Watson         | États-Unis : 2 et 1 | Bernard Gallacher         |
| 6½                 | Session             | 5½                        |
| 14½                | Au général          | 13½                       |

## Statistiques des joueurs
| États-Unis         | États-Unis         | États-Unis       | États-Unis    | États-Unis       | Europe                    | Europe                      | Europe           | Europe        | Europe           |
| Joueur             | Nombre d'éditions  | Avant 1983 V-D-N | En 1983 V-D-N | Après 1983 V-D-N | Joueur                    | Nombre d'éditions           | Avant 1983 V-D-N | En 1983 V-D-N | Après 1983 V-D-N |
| ------------------ | ------------------ | ---------------- | ------------- | ---------------- | ------------------------- | --------------------------- | ---------------- | ------------- | ---------------- |
| Ben Crenshaw       | 2 1981-83          | 5-7-0            | 0-4-0         | 5-11-0           | Severiano Ballesteros     | 2 1979-83                   | 1-4-0            | 2-1-2         | 3-5-2            |
| Raymond Floyd      | 5 1969-75-77-81-83 | 5-7-0            | 0-4-0         | 5-11-0           | Gordon J. Brand (en)      | 1 1983                      | Aucun            | 0-1-0         | 0-1-0            |
| Bob Gilder (en)    | 1 1983             | Aucun            | 2-2-0         | 2-2-0            | Ken Brown (en)            | 3 1977-79-83                | 1-3-0            | 2-2-0         | 3-5-0            |
| Jay Haas           | 1 1983             | Aucun            | 2-1-1         | 2-1-1            | José María Cañizares (en) | 2 1981-83                   | 1-2-0            | 1-1-1         | 2-3-1            |
| Tom Kite           | 3 1979-81-83       | 11-2-2           | 1-1-1         | 12-3-3           | Nick Faldo                | 4 1977-79-81-83             | 13-11-5          | 0-2-0         | 13-13-5          |
| Gil Morgan (en)    | 1 1983             | Aucun            | 1-2-1         | 1-2-1            | Bernard Gallacher         | 8 1969-71-73-75-77 79-81-83 | 13-11-5          | 0-2-0         | 13-13-5          |
| Calvin Peete       | 1 1983             | Aucun            | 2-1-1         | 2-1-1            | Bernhard Langer           | 2 1981-83                   | 1-2-1            | 4-1-0         | 5-3-1            |
| Craig Stadler      | 1 1983             | Aucun            | 2-1-0         | 2-1-0            | Sandy Lyle                | 3 1977-81-83                | 3-5-1            | 0-2-0         | 3-7-1            |
| Curtis Strange     | 1 1983             | Aucun            | 1-1-0         | 1-1-0            | Sam Torrance              | 2 1981-83                   | 0-3-1            | 1-2-2         | 1-5-3            |
| Lanny Wadkins (en) | 3 1977-79-83       | 7-1-0            | 2-1-1         | 9-2-1            | Brian Waites (en)         | 1 1983                      | Aucun            | 1-3-0         | 1-3-0            |
| Tom Watson         | 3 1977-81-83       | 5-2-0            | 4-1-0         | 9-3-0            | Paul Way (en)             | 1 1983                      | Aucun            | 3-1-1         | 3-1-1            |
| Fuzzy Zoeller      | 2 1979-83          | 1-3-0            | 0-1-1         | 1-4-1            | Ian Woosnam               | 1 1983                      | Aucun            | 0-2-0         | 0-2-0            |